# 領主と奥方の物語
『領主と奥方の物語（レー）』（りょうしゅとおくがたのレー、The Lay of Aotrou and Itroun ）は、J・R・R・トールキンが1930年に書き、1945年12月にウェルシュ・リヴュー誌で発表された、508行からなる韻文詩である。日本では辺見葉子による日本語訳が1992年にユリイカで発表された。“Aotrou and Itroun”とは、ブルトン語で「領主と奥方」（lord and lady）を意味する。
この詩は、12世紀の中英語文学で人気のあった「ブルトン・レー」の形式に基づいており、英雄的・騎士道的価値観とキリスト教との対立、結婚制度との関係を探っている。

## あらすじ
作中の領主と奥方はブルトン人の貴族である。かれらには世継がなく、領主は魔女に助けを求める。奥方が子を得ると、魔女は領主の前に現れ、自らが妖精コリガン（Corrigan）であることを明かし、報酬として領主の愛を求める。領主はキリスト教の価値観にそった騎士の名誉を犠牲にして、魔女との約束を破る。
"愛など与えぬ。わが愛は妻に。
わが妻は産褥にある。
わたしをたぶらかし、
この幽谷のおまえの元へ引き寄せた獣を呪う。"
コリガンは3日後に死ぬ呪いを領主にかけるが、領主は神意に信頼を置き、このなりゆきを引き受ける。
"三日後もわたしは安楽に生きていよう
そして神が望んだときに死ぬだろう
老いによるものか、あるいはいつか
キリスト教徒の勇ましき戦においてか"
3日後に領主は亡くなる。奥方も心痛のため亡くなり、かれらはともに葬られ、子供たちの成長を見ることはない。

## 中つ国との関連
作品の舞台となった実在の森「ブロセリアンドの森」の名前は、中つ国を舞台とした詩『レイシアンの歌』でもエルフの国、「ブロセリアンド（Broceliand、Broseliand）」の名前に流用された。「ブロセリアンド」は試行錯誤のあと、「ベレリアンド」に訂正され、後の作品で定着した。